# 皮拉图斯峰
皮拉图斯峰（Pilatus）是瑞士卢塞恩附近的一座山峰，跨上瓦尔登州、下瓦尔登州和卢塞恩州，最高峰（海拔2128米）位于上下瓦尔登州边境。
前往山顶可通过世界上倾斜率最大的齿轨铁路皮拉图斯铁路从Alpnachstad前往，从5月到11月运营（随下雪日期而定）。全年有空中全景吊舱升降机和空中索道從克里恩（Kriens）。皮拉图斯峰有瑞士最长的夏季平底雪橇轨道（1,350米）和瑞士中部最大的吊索公园。
在夏季，热门线路“黄金往返旅行”的游客 - 包括从卢塞恩乘船穿越卢塞恩湖到 Alpnachstad，乘齿轮铁路上山，乘坐空中索道和全景吊舱升降机下山，再乘巴士回到卢塞恩。   
皮拉图斯峰的得名是由于当地传说认为彼拉多埋葬于此。
曾经到达峰顶的人包括维多利亚女王、列宁等。